# Trần Văn Bình
Trần Văn Bình (1922–1974), thường gọi là Đẳng, là một nhà cách mạng Việt Nam, Bí thư Tỉnh ủy Gia Lai Đảng Cộng sản Việt Nam.

## Thân thế
Trần Văn Bình sinh ngày 5 tháng 9 năm 1922 trong một gia đình nghèo ở xã Nhơn Hậu, huyện An Nhơn, tỉnh Bình Định, nhưng lại lớn lên ở xã Nhơn Hưng cùng huyện. Do cuộc sống khó khăn nên ông chỉ học hết lớp Nhất (Sơ đẳng Tiểu học).

## Cuộc đời
Ngày 28 tháng 4 năm 1945, Trần Văn Bình tham phong trào Việt Minh. Ngày 9 tháng 11 năm 1946, ông gia nhập Đảng Lao động Việt Nam, được phân công làm Bí thư Chi bộ dự bị, kiêm Chính trị viên Xã đội Nhơn Hưng. Năm 1947, ông được đề bạt làm Huyện đội trưởng Huyện đội An Nhơn. Năm 1948, ông được bầu vào Huyện ủy An Nhơn và trở thành Ủy viên Thường vụ Huyện ủy vào năm 1950.
Tháng 8 năm 1950, ông được điều về tỉnh Gia Lai – Kon Tum, tham gia Huyện ủy Kon Plông, phụ trách công tác chính quyền, từ năm 1951 là Ủy viên Thường vụ Huyện ủy Kon Plông. Năm 1952, ông được điều động làm Ủy viên Thường vụ Huyện ủy Vĩnh Thạnh (cũng thuộc tỉnh Gia Lai – Kon Tum).
Năm 1954, Hiệp định Genève được ký kết, đất nước tạm thời chia làm hai nửa. Trần Văn Bình là một trong 134 cán bộ ở lại bám trụ địa bàn tỉnh Gia Lai. Đảng ủy Gia Lai chia địa bàn thành 9 khu để phân công các cán bộ, Trần Văn Bình thuộc Khu 8 (địa bàn huyện An Khê) do Lê Phi Hùng làm Bí thư. Tháng 8 năm 1955, do sự phản bội của Huỳnh Kỳ An, Lê Phi Hùng bị bắt, Mai Xuân Cảnh bị thương, nhiều cơ sở bị phá hủy. Trần Văn Bình được Tỉnh ủy chỉ định làm Bí thư Khu 8 (tương đương với Bí thư Huyện ủy An Khê). Bất chấp sự khủng bố của kẻ địch, ông vẫn bám trụ ở cơ sở, lấy làng Đê Chơ Gang (xã Phú An, Đak Pơ, Gia Lai) làm nơi hoạt động.
Tháng 12 năm 1959, tại Đại hội đại biểu Đảng bộ tỉnh Gia Lai lần thứ nhất, Trần Văn Bình được bầu vào Tỉnh ủy. Năm 1961, ông được bầu vào Thường vụ Tỉnh ủy, Trưởng ban Binh vận tỉnh Gia Lai. Năm 1963, ông được bầu làm Phó Bí thư Tỉnh ủy Gia Lai. Năm 1964, Bí thư Tỉnh ủy Phạm Chánh (Sáu Thân) ra Bắc chữa bệnh, Trần Văn Bình trở thành Bí thư Tỉnh ủy Gia Lai. Năm 1965, tại Đại hội đại biểu Đảng bộ tỉnh Gia Lai lần thứ hai, ông tiếp tục được bầu làm Bí thư Tỉnh ủy.
Tháng 5 năm 1966, Thường vụ Khu ủy Khu V điều Khu ủy viên Võ Trung Thành về làm Bí thư Tỉnh ủy Gia Lai, Trần Văn Bình làm Phó Bí thư. Trong ba Đại hội đại biểu Đảng bộ tỉnh Gia Lai lần thứ ba (tháng 8 năm 1969), lần thứ tư (tháng 9 năm 1971) và lần thứ năm (tháng 10 năm 1973), ông đều được bầu làm Bí thư Tỉnh ủy. Tháng 6 năm 1970, ông kiêm Trưởng ban Kiểm tra Tỉnh ủy Gia Lai.
Năm 1973, ông mắc bệnh nặng, dù được đề nghị ra Bắc chữa bệnh nhưng ông từ chối. Dù đang bị bệnh những ông vẫn đưa ra chỉ thị cho Đảng bộ Gia Lai đấu tranh đòi thi hành đầy đủ Hiệp định Paris. Dưới sự chỉ đạo của ông, căn cứ Krông được xây dựng thành một đô thị nhỏ với tên thường gọi là "thị trấn Dân Chủ" (xã Krong, Kbang, Gia Lai).
Ngày 19 tháng 4 năm 1974, Bí thư Tỉnh ủy Trần Văn Bình mất ở căn cứ.

## Gia đình
Bí thư Trần Văn Bình có vợ và bốn người con được tập kết ra miền Bắc.

## Nhận xét
- Về mặt đạo đức, đồng chí Trần Văn Bình là cán bộ trung thành, tận tụy, liêm khiết, gương mẫu với mọi người, sẵn sàng giúp đỡ mọi người. Đồng chí có tinh thần trách nhiệm rất cao, luôn vượt qua khó khăn để hoàn thành nhiệm vụ. Về tác phong, đồng chí luôn gần gũi, sát với cán bộ, nhân dân. Công lao của đồng chí rất lớn, được Đảng, Nhà nước tặng thưởng nhiều huân, huy chương và danh hiệu Anh hùng lực lượng vũ trang nhân dân. (Ngô Thành, Phó Bí thư Tỉnh ủy Gia Lai)[14]

## Vinh danh
Ngày 28 tháng 4 năm 2010, Trần Văn Bình và Lê Phi Hùng được truy tặng danh hiệu Anh hùng Lực lượng vũ trang nhân dân theo Quyết định số 212/QĐ-CTN của Chủ tịch nước Nguyễn Minh Triết.